# Dungeon Siege: Throne of Agony
Dungeon Siege: Throne of Agony — игра для PSP в жанре Action-RPG, разработанная SuperVillain Studios, выпущенная в октябре 2006 года.

## Геймплей
Вместо использования компьютерной мыши, как в других играх серии Dungeon Siege, игрок контролирует персонажа, используя аналоговый стик. Игрок может выбрать напарника, формируя группу максимум из двух персонажей. Режим многопользовательской игры позволяет создавать группы из четырёх персонажей(2 из которых контролируются игроками).
В отличие от Dungeon Siege II, противники более разбросаны по карте.
Игрок должен выполнить ряд различных заданий, получаемых от NPC, чтобы найти и убить главного босса игры — Malith.

## Особенности игры
- 3 персонажа, меняющих свой внешний облик, в зависимости от уровня
- Животные и напарники участвуют в сражениях
- Режим многопользовательской игры
- 2 уровня сложности (второй открывается после прохождения в обычном режиме)
- Более сотни заклинаний и способностей

## Персонажи
- Алистер — Боевой Маг (Battle Mage). Совершенствуется до Тёмного Колдуна (Vile Wizard) или Светлого Колдуна (White Wizard) на 30-м уровне. На 60-м уровне становятся доступны классы Лич (Lich), Рыцарь Смерти (Death Knight), Архимаг (Archmage), Arcane Champion.
- Могрим — Воевода (Warlord). Совершенствуется до Мастера Рун (Runemaster) или Берсерка (Berserker) на 30-м уровне. На 60-м уровне становятся доступны классы Яростный Боец (Battle Rager), Убийца (Slayer), Титан (Titan), Лорд Рун (Rune Lord)
- Серин — Следопыт (Shadowstalker). Совершенствуется до Рейнджера (Ranger) или Мастера Клинка (Blademaster) на 30-м уровне. На 60-м уровне становятся доступны классы Снайпер (Sniper), Охотник (Hunter), Ниндзя (Ninja), Кровавый Убийца (Blood Assassin).

## Отзывы
| Сводный рейтинг | Сводный рейтинг |
| Агрегатор       | Оценка          |
| --------------- | --------------- |
| GameRankings    | 74,72 %         |